# 예르겐 그로바크
예르겐 뉠란 그로바크(노르웨이어: Jørgen Nyland Graabak, 1991년 7월 24일~)는 노르웨이의 노르딕 복합 선수이다. 올림픽에 3회 참가하여 금메달 4개, 은메달 2개를 획득했으며 올림픽 노르딕복합에서 가장 많은 금메달을 획득한 선수이다.